# Trichoncus hispidosus
Trichoncus hispidosus Tanasevič, 1990 è un ragno appartenente alla famiglia Linyphiidae.

## Distribuzione
La specie è stata rinvenuta in una località della Russia

## Tassonomia
Al 2013 non sono note sottospecie e non sono stati esaminati nuovi esemplari dal 1990.